# Cantone di Juillac
Il Cantone di Juillac era una divisione amministrativa dell'arrondissement di Brive-la-Gaillarde.
A seguito della riforma approvata con decreto del 24 febbraio 2014, che ha avuto attuazione dopo le elezioni dipartimentali del 2015, è stato soppresso.

## Composizione
Comprendeva i comuni di:
- Chabrignac
- Concèze
- Juillac
- Lascaux
- Rosiers-de-Juillac
- Saint-Bonnet-la-Rivière
- Saint-Cyr-la-Roche
- Saint-Solve
- Vignols
- Voutezac